# Эрдынеев, Жимба Жамсо
20-й Пандито хамбо-лама Жимба́-Жамсо́ Эрдыне́ев (1907–1990) — бурятский буддистский религиозный деятель, глава Центрального духовного управления буддистов СССР (1983—1990).

## Биография
Родился в местности Хойто-Ага Агинского аймака Забайкальской области. В возрасте 10 лет начал учиться в Агинском дацане, где получил богословскую степень гэбши.
В годы репрессий был выслан в Иркутскую область. После реабилитации вернулся на родину, жил в селе Дарасун.
В 1957 году был принят в Агинский дацан, трудился библиотекарем и кладовщиком до 1962 года. В этом же году зарегистрирован ламой Агинского дацана. В 1963 году избран Дид Хамбо-ламой.
В 1983 году избран председателем Центрального духовного управления буддистов СССР и пандито хамбо-ламой. 
Активно участвовал в Азиатской буддистской конференции за мир. Был членом Советского комитета защиты мира (1984–1990).  По его инициативе буддисты СССР внесли значительные суммы в Советский фонд мира и Общество Красного Креста.
Пользовался большим уважением среди священнослужителей и верующих за эрудицию и прекрасное знание религиозных обрядов, священных трактатов.

## Награды
- Орден Дружбы народов
- Орден «Знак Почета»[2]